# Sistema de controle industrial
Um sistema de controle industrial (ICS) é um sistema de controle eletrônico e instrumentação associada usado para controle de processo industrial. Os sistemas de controle podem variar em tamanho, de alguns controladores modulares montados em painel a grandes sistemas de controle distribuído (DCSs) interconectados e interativos com muitos milhares de conexões de campo. Os sistemas de controle recebem dados de sensores remotos que medem variáveis de processo (PVs), comparam os dados coletados com pontos de ajuste desejados (SPs) e derivam funções de comando que são usadas para controlar um processo por meio dos elementos de controle final (FCEs), como válvulas de controle.
Sistemas maiores são geralmente implementados por sistemas de controle de supervisão e aquisição de dados (SCADA), ou DCSs, e controladores lógicos programáveis (PLCs), embora os sistemas SCADA e PLC sejam escaláveis para sistemas pequenos com poucos loops de controle. Esses sistemas são amplamente usados em indústrias como processamento químico, fabricação de celulose e papel, geração de energia, processamento de petróleo e gás e telecomunicações.